# Causeway Bay

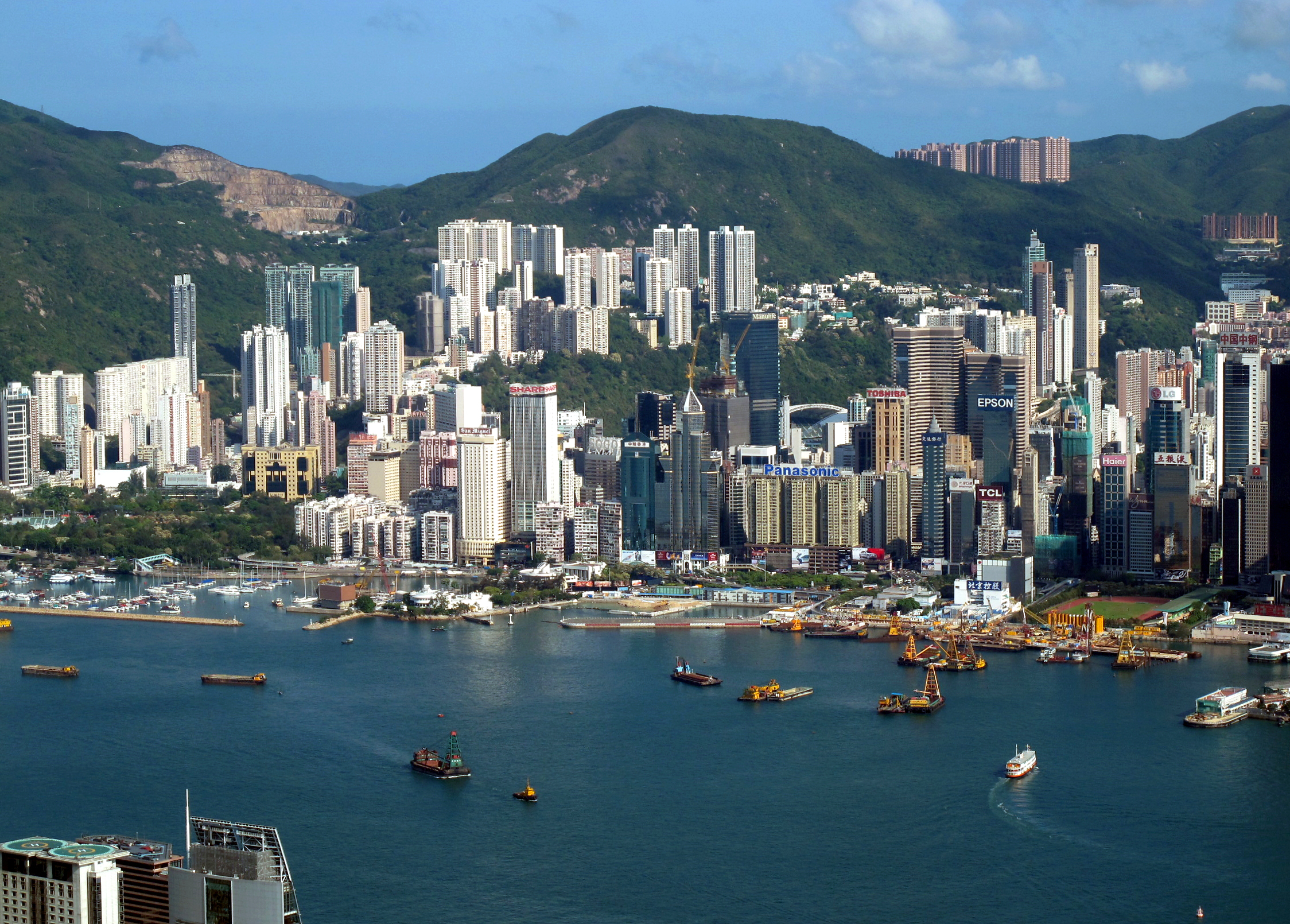
Panorama von Causeway Bay, 2011

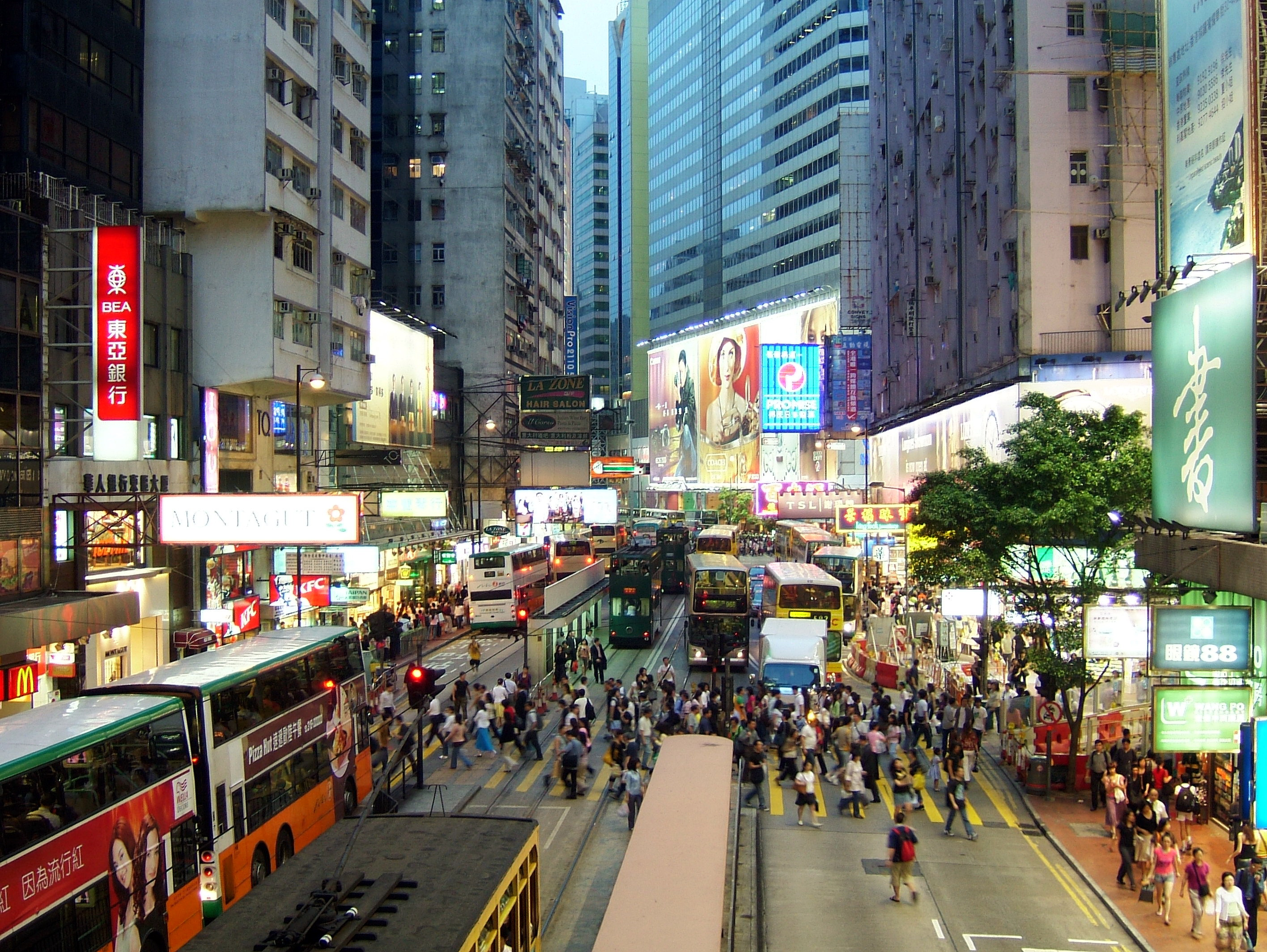
Yee Wo Street, Causeway Bay 2006

Causeway Bay oder Tung Lo Wan (chinesisch 銅鑼灣 / 铜锣湾, Pinyin Tóngluó Wān, Jyutping Tung4lo4 Waan1 / Tung4lo4 Waan1*4) ist ein Ortsteil Hongkongs auf der Nordseite von Hong Kong Island, der für seine Einkaufsmöglichkeiten bekannt ist. Gemessen an den durchschnittlichen Ladenmieten ist Causeway Bay bereits zum zweiten Jahr in Folge vor der Fifth Avenue in New York die teuerste Einkaufspassage der Welt.
Der Ortsteil erstreckt sich von der Route 1 im Westen bis etwa zur Tin Hau Temple Road (天后廟道 / 天后庙道,  Tiānhòumiào Dào, Jyutping Tin1hau6miu6*2 Dou6) im Osten. Die Grenzen sind jedoch nicht amtlich festgesetzt; verwaltungsrechtlich gehört Causeway Bay überwiegend zum Wan Chai District. Kellett Island, Victoria Park und Tin Hau gehören zum Eastern District.

## Name
Der Name „Causeway Bay“ leitet sich von einem Damm ab (englisch causeway), der in der früheren Bucht aufgeschüttet wurde. Der Name „Tung Lo Wan“ ist eine Transkription von der Chinesischen Ortsbezeichnung (銅鑼灣 / 铜锣湾), der wörtlich „Kupfer-Gong-Bucht“ bedeutet. Der „Tung Lo Wan Road“ (銅鑼灣道 / 铜锣湾道) zeugt von der Verwendung der Transkription. Der in Hongkong ansässige Anglist Michael Ingham nennt als weitere Ortsnamen den „Hung Heung Road“ (紅香路 / 红香路) und der Lily Street (蓮花街 / 莲花街,  Liánhuājiē, Jyutping Lin4faa1gaai1). Ersteres bezieht sich auf den nahegelegenen Gipfel Hung Heung Lo Fung (紅香爐峰 / 红香炉峰,  Hóng Xiānglú Fēng, Jyutping Hung4 Hoeng1lou4 Fung1) und bedeutet wörtlich Gipfel des Roten Räuchergefäßes. Die Bezeichnung bezieht sich auf nahgelegenen gleichnamigen „Lotos-Tempel“ (蓮花宮 / 莲花宫,  Liánhuāgōng, Jyutping Lin4faa1gung1) an der Lily Street.

## Geographie
Ein großer Teil der bebauten Fläche des heutigen Causeway Bay entstand durch Landgewinnung in der früheren, schlammigen Bucht. Die Bucht befand sich zwischen der Landspitze East Point im Westen und North Point im Osten. Der ursprüngliche Küstenverlauf lässt sich aus dem Verlauf der Tung Lo Wan Road erahnen. 1884 wurde die Bucht durch Aufschüttung einer 9 ha großen Fläche verkleinert. An der Stelle des namensgebenden, aufgeschütteten Damms befindet sich die heutige Causeway Road. In den 1950er Jahren wurde eine große Landfläche aufgeschüttet, auf der der Victoria Park entstand. Die Insel Kellett Island, etwas nördlich von East Point, wurde zunächst durch einen Damm mit Hong Kong Island verbunden. Mit dem Bau des 1972 eröffneten Cross-Harbour Tunnels wurde Kellett Island in den Küstenverlauf integriert und ist nicht länger eine Insel. Auch die ursprüngliche Bucht ist durch die Landgewinnungsmaßnahmen verschwunden. An der Küste befindet sich nun der Causeway Bay Typhoon Shelter (銅鑼灣避風塘 / 铜锣湾避风塘,  Tóngluówān Bìfēngtáng, Jyutping Tung4lo4waan1 Bei6fung1tong4), ein Sperrwerk zum Schutz von Booten vor Taifunen. Für den Bau der Umgehungsstraße Central-Wan Chai Bypass soll ein Teil des Typhoon Shelters vorübergehend trockengelegt werden, um einen Unterwassertunnel zu errichten.

## Sehenswürdigkeiten
Causeway Bay ist bekannt für die vielen Einkaufszentren. Zu den bekannteren gehören das Times Square an der Matheson Street, das World Trade Centre an der Gloucester Road und das Sogō an der Hennessy Road. Weitere Sehenswürdigkeiten sind:
- Hong Kong Central Library
- Queen’s College
- Noonday Gun
- Royal Hong Kong Yacht Club
- Victoria Park.
- Tin Hau Temple

## Verkehr
Die Island Line der Mass Transit Railway hält an der U-Bahn-Station Causeway Bay sowie in Tin Hau. Der Cross-Harbour Tunnel verbindet Causeway Bay mit Hung Hom in Kowloon.